# Hajdúbagos
Hajdúbagos là một thị trấn thuộc hạt Hajdú-Bihar, Hungary. Thị trấn này có diện tích 37,44 km², dân số năm 2010 là 2011 người, mật độ 54 người/km².